# アルベルト・スギ
アルベルト・スギ（Alberto Sughi、1928年10月5日 - 2012年3月31日）は、イタリアの画家。エミリア＝ロマーニャ州フォルリ＝チェゼーナ県チェゼーナ出身。1950年代から独学で美術製作を開始し、著名な現代美術の画家として活躍した。2005年にはイタリア政府から文化勲章に相当するヴィットリオ・デ・シーカ賞（Premio De Sica）を授与されている。

## 経歴
1928年10月5日、エミリア＝ロマーニャ州フォルリ＝チェゼーナ県の街チェゼーナに生まれる。少年期から青年期にかけて独学で絵を学び、第二次世界大戦や王政廃止などの激動を経た1950年代のヨーロッパで流行したリアリズム芸術運動を通じて作家活動を始めた。しかし主流であった社会主義リアリズムとは一線を画して、後に「実存主義的なリアリズム」と評される方向性を追求した。彼の描く作品は常に連作形式であり、『緑の絵』（1971年-1973年）、『夕食』(1975-1976)、『家族の想像と記憶』（1980年代初頭）などを製作している。
1970年代からヴェネツィア・ビエンナーレ及びローマ・クァドリエンナーレに代表される一定期間を空けての美術展覧会に入賞を続け、次第にその名を知られる様になった。1977年には故郷ボローニャでの展覧会が開かれている。外国での評価も高まり、サンタンジェロ城やブダペスト純粋美術館、プラハ国立美術館などでアルベルトの作品が展覧された。その後も1994年にローマ・クァドリエンナーレの審査委員に選ばれた他、2005年には映画界でのリアリズム運動の旗手であった映画監督ヴィットリオ・デ・シーカの名を冠したデ・シーカ国家芸術賞をイタリア政府から授与されている。同年末から2006年にはこれまでの作品群を集めた回顧展がパルマ市内にあるファルネーゼ家の離宮（パラッツォ・デッラ・ピロッタ）で開催され、様々な題材や技法で製作されたアルベルトの作品が一堂に会した。
2009年5月、シチリア島のパラッツォ・サンテリアで再び大規模な回顧展が開かれ、同年9月にはイギリスのイタリア文化会館（ロンドン市内）も開かれている。晩年にも80歳を近い年齢ながら旺盛に作品制作を続け、2011年に製作された『冷気と氷の世界』がヴェネツィア・ビエンナーレで展示されている。しかし最後の作品を制作した翌年となる2012年3月31日に故郷チェゼーナで倒れ、83歳の生涯を閉じた。

### 日本での盗作騒動
日本では2006年5月に起きた日本人作家による盗作疑惑を通じても知られている。2006年、日本の芸術選奨に選出された和田義彦の作品にアルベルトの作品と近似した物があるとの投書が行われ、文化庁による調査が行われた。和田の盗作否定に対して、アルベルトは和田を強く非難した。
6月5日、文部科学省は和田への文科大臣賞・芸術選奨受賞の撤回を決定した。この一連の騒動に対してローマの日本大使館を通じて小坂憲次文部科学相と河合隼雄文化庁長官の連名で謝罪書簡が届けられた。文面にはイタリア語で「大きな騒ぎに巻き込み、迷惑をかけたことを遺憾に思います。将来同じようなことが起きないよう努力します」と書かれており、和田の芸術選奨文部科学大臣賞を取り消した事も正式に報告された。これによりアルベルトは告訴などの措置を取らない意向を表明し、事態は終息した。